# 回來吧，釜山港之愛
《回來吧，釜山港之愛》（韓語：돌아와요 부산항애）為2018年上映的韓國犯罪動作片，由電影《天士夢》《神賦予的任務》的導演朴熙俊執導，成勛、趙漢善、尹素怡及孔正煥主演。電影於2016年8月開拍，故事以1990年代釜山為背景，講述一對從小分開的異卵雙胞胎，分別過著明與暗不同的人生，正邪追擊展現兄弟情義與痛苦的矛盾。該片於在2017年5月在第70屆坎城影展率先在当地奥林匹亚剧场上映與觀眾見面。

## 劇情概要
故事於自小分開，過著天壤地別人生的異卵雙胞胎兄弟而展開。
負責偵辦韓國國內最大規模，文物走私案件的特別偵察隊熱血警察「泰柱(兄)」趙漢善飾演；與穩坐中國最大犯罪組織，冷血的二把手「泰成(弟)」成勛飾演以强烈的动作表演亮相。兄弟二人將在電影中，精彩又悲痛的爭鋒對決。
而尹素怡飾演孤兒院院長女兒「澯美」，與兩兄弟愛恨糾葛，加深兄弟倆矛盾的人生，是令人心痛的女主角。

## 演員陣容

### 主要人物
- 成勛（少年：池敏赫） 飾演 金泰成，19歲的時候因為殺人罪入獄，從此成為冷酷的中國黑幫最大犯罪組織的二把手。
- 趙漢善（少年：金敏哲（朝鲜语：김민철 (2000년)）） 飾演 金泰柱，負責偵辦國內最大規模文物走私案件的特別偵察隊組長，是一名熱血刑警。
- 尹素怡（少年：申世輝） 飾演 澯美，孤兒院院長女兒，與兩兄弟愛恨糾葛，加深兄弟倆矛盾的人生。
- 孔正煥 飾演 孔尚斗

### 其他人物
- 李益俊 飾演 民久
- 朴哲民 飾演 姜久
- 孫炳昊 飾演 Shane
- 朴止一 飾演 朴世榮，孤兒院院長。
- 裴泰元 飾演 燈蛾
- 尹藝熙 飾演 世賢
- 朴正學 飾演 黃會長
- 孔賢珠 飾演 車敏京，金泰柱的後輩，是一個向泰柱提供情報的熱血女刑警。
- 全承彬 飾演 警察
- 林賑澤 飾演 黑幫老大1
- 成仁慈 飾演 精神療養院的老奶奶

### 友情出演
- 李在勇 飾演 警察組長
- 金東炫 飾演 劉貫澈

## 製作
本片為曾執導黎明、李奈映主演的電影《天士夢》 朴熙俊導演掌鏡。導演透露繼電影《天士夢》後再度回到釜山，創立公司並準備電影，所以《回來吧，釜山港之愛》對自己來說非同小可。
電影將首次在釜山影島大橋，進行驚險刺激的車輛追逐戰。並在釜山安昌村屋頂上，進行高難度動作戲拍攝，緊張刺激程度精彩可期。
其中飾演弟弟泰成的成勛，將以强烈的动作表演亮相。在釜山全外景拍摄，成勛展現热情的演技，并且为体现完美的动作效果，沒有使用替身，全程亲自上阵，竭盡全力完成高难度动作，贏得導演與工作人員讚賞。另外，片中演員學習並使用釜山腔完美呈現釜山背景的設定。

## 獎項榮譽
| 年份   | 頒獎禮               | 獎項             | 入圍者 | 結果 |
| ------ | -------------------- | ---------------- | ------ | ---- |
| 2019年 | 第39屆韓國黃金攝影獎 | 最佳新人攝影導演 | 崔德奎 | 獲獎 |

## 外部連結
- NAVER上《回來吧，釜山港之愛》的資料
- Daum上《回來吧，釜山港之愛》的資料

- 韩国电影数据库（KMDb）上《回來吧，釜山港之愛》的資料
- 互联网电影数据库（IMDb）上《回來吧，釜山港之愛》的资料（英文）
- 《回來吧，釜山港之愛》在HanCinema的页面（英文）
- 開眼電影網上《回來吧，釜山港之愛》的資料（繁體中文）
- 豆瓣电影上《回來吧，釜山港之愛》的資料 （简体中文）
- Box Office Mojo上《回來吧，釜山港之愛》的资料（英文）